# 紐科克廣場車站
紐科克廣場車站（英語：Newkirk Plaza station）是紐約地鐵BMT布萊頓線的一個快車地鐵站，位於布魯克林夫拉特布殊，設有Q線（任何時候停站）與B線（僅平日停站）列車服務。此站位於切土中央只限行人的紐科克廣場商場，四周分別由紐科克大道、科斯特大道、馬爾博羅路以及東16街包圍。

## 車站結構
| G        | 街道層   | 出入口、車站詢問處和閘機、MetroCard自動售票機、紐科克廣場店鋪 |
| P 月台層 | 北行慢車 | ← 往96街 (科特柳路)                                           |
| P 月台層 | 島式月台 |                                                               |
| P 月台層 | 北行快車 | ← 平日往貝德福德公園林蔭路或145街 (教堂大道)                  |
| P 月台層 | 南行快車 | ← 平日往布萊頓海灘 (金斯公路) →                               |
| P 月台層 | 島式月台 |                                                               |
| P 月台層 | 南行慢車 | ← 往康尼島-斯提威爾大道 (H大道) →                             |

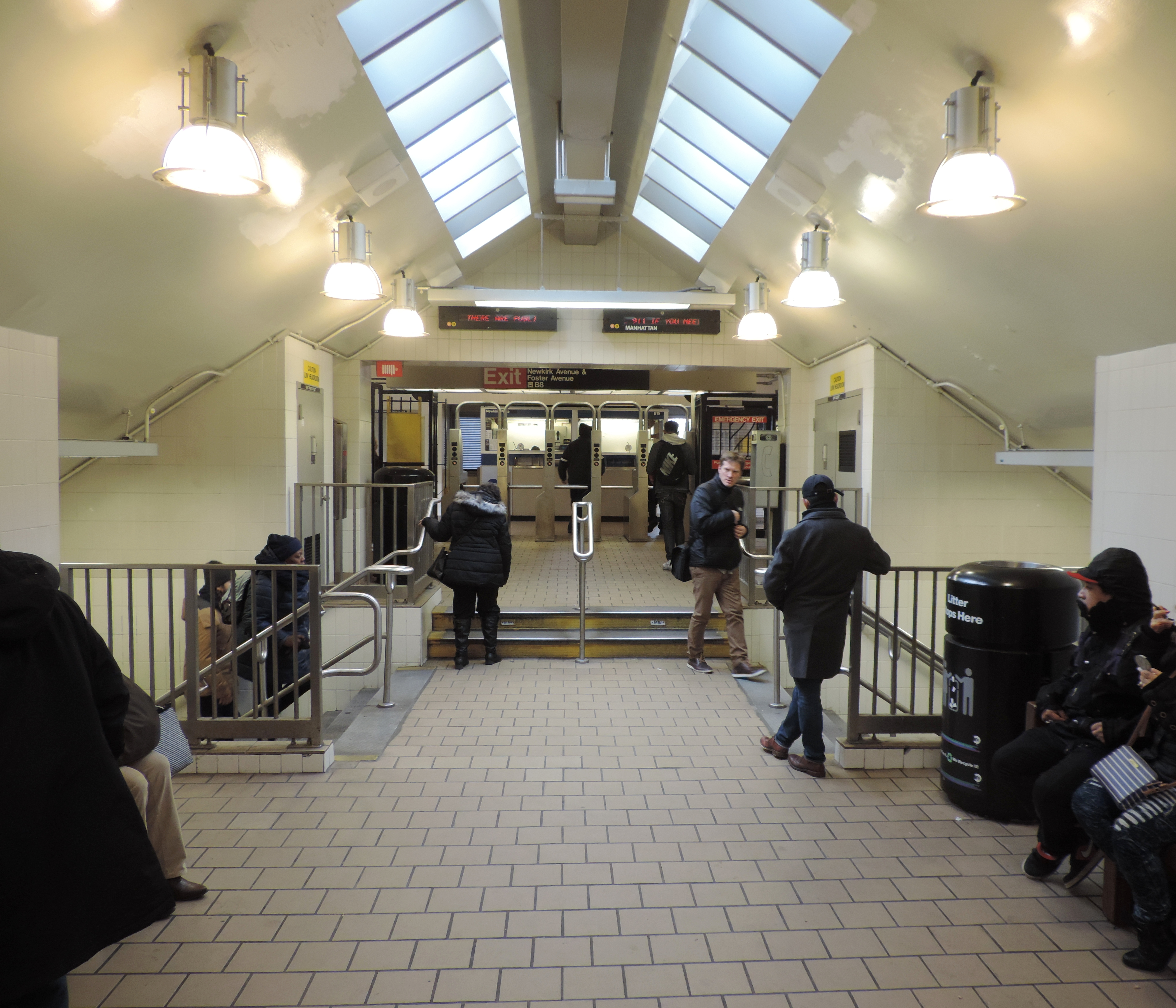
候車區及轉棍閘機

此切土車站設有兩個島式月台和四條軌道，是紐約地鐵快車地鐵站典型配置。

## 圖片

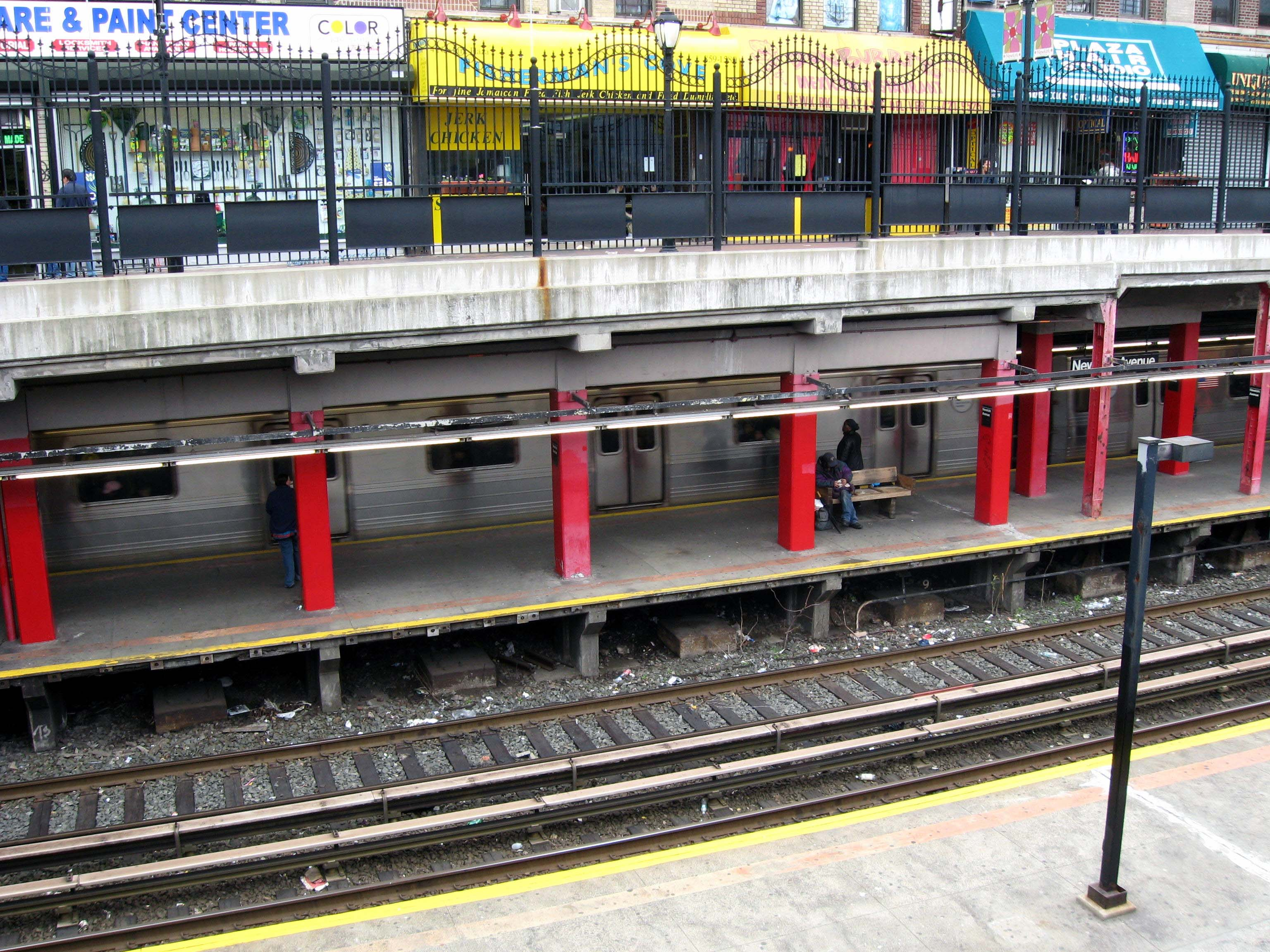
紐科克廣場和車站改名前
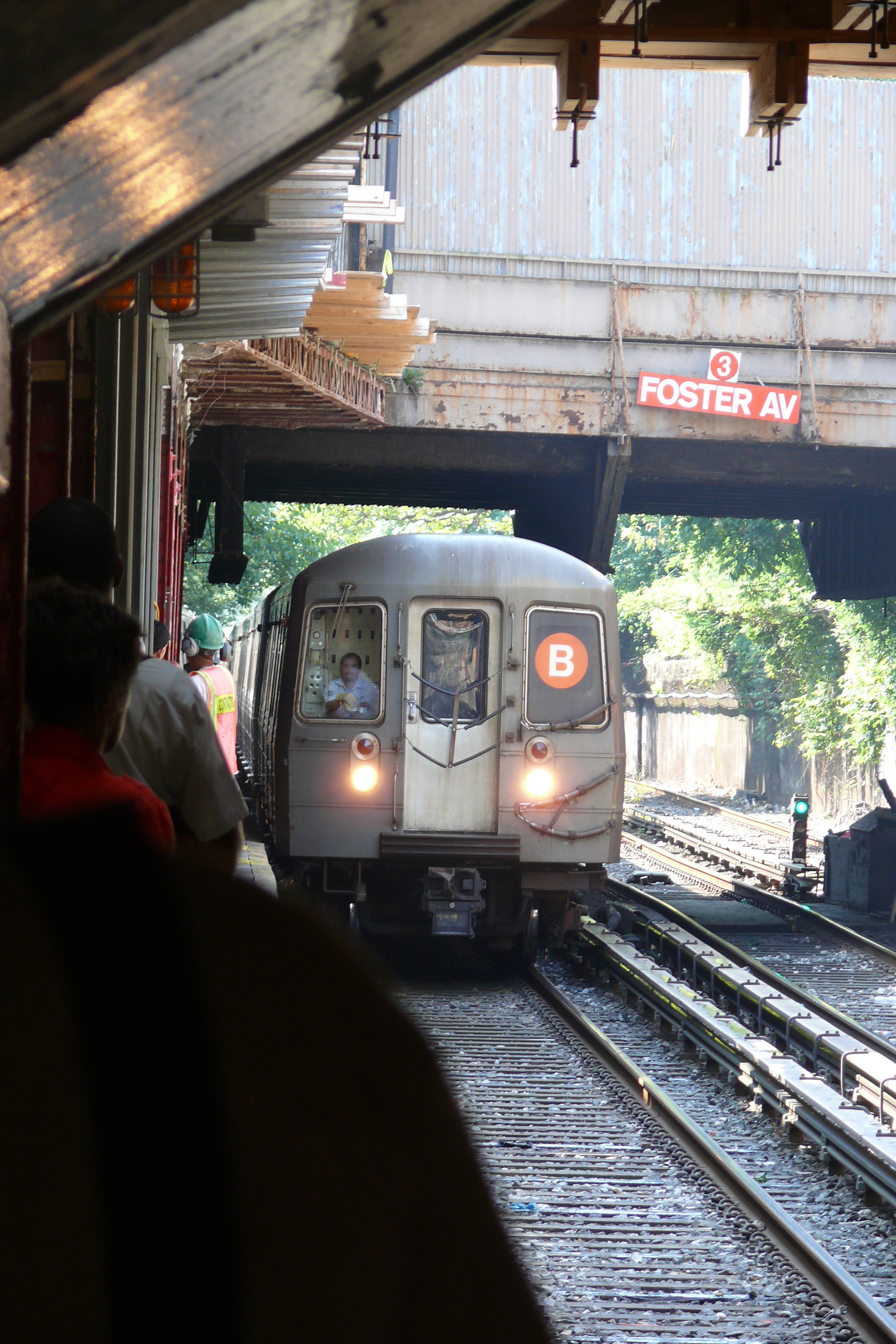
R68A型B線列車抵站
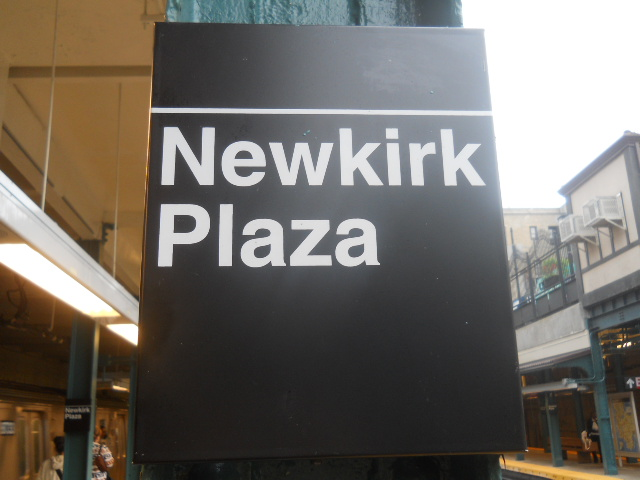
翻新後新指示牌和綠色支柱

## 外部連結
- nycsubway.org—BMT Brighton Line: Newkirk Avenue
- Station Reporter — B Train
- Station Reporter — Q Train
- MTA's Arts For Transit — Newkirk Plaza (BMT Brighton Line)
- The Subway Nut — Newkirk Plaza Pictures （页面存档备份，存于）
- Unofficial webpage from newkirkplaza.net
- Globe lamps on Newkirk Avenue from Google Maps Street View
- Globe lamps on Foster Avenue from Google Maps Street View
- Entrance from Google Maps Street View
- Platforms from Google Maps Street View